# Eucalyptus rugulata
Eucalyptus rugulata là một loài thực vật có hoa trong Họ Đào kim nương. Loài này được D.Nicolle mô tả khoa học đầu tiên năm 2002.